# 峠のわが家 (トミ藤山のアルバム)
『峠のわが家: 少女歌唱歌集』は、トミー藤山のアルバム。1960年6月に日本コロムビアからリリースされた。

## 収録曲
Side 1
1. 峠のわが家
2. おおスザンナ
3. 追憶
4. 花

Side 2
1. サンタ・ルチア
2. オールド・ブラック・ジョー
3. 故郷の廃家
4. ブラームスの子守歌

## パーソネル
- トミー藤山（歌）
- コロムビア・オーケストラ
- 服部レイモンド（編曲）